# Сорока, Павел Антонович
Павел Антонович Сорока (1909 — 1965, Луганск) — советский государственный деятель, инженер, директор Луганского тепловозостроительного завода имени Октябрьской революции. Депутат Верховного Совета УССР 4-5-го созывов.

## Биография
Родился в семье столяра железнодорожных мастерских. Трудовую деятельность начал в 1928 году помощником кочегара и кочегаром депо железнодорожной станции Синельниково Южной железной дороги.
В 1932 году окончил факультет транспортного машиностроения Харьковского машиностроительного института.
В 1932—1934 годах — инженер-конструктор центрального локомотивного проектного бюро в городе Коломне Московской области.
С 1934 года работал на Луганском (Ворошиловградском) паровозостроительном заводе имени Октябрьской революции инженером-конструктором, а с 1937 года — главным конструктором.
Член ВКП(б) с 1939 года.
Во время Великой Отечественной войны был эвакуирован в восточные районы СССР. Работал на инженерно-технических должностях в Омске и Коломне. В октябре 1943—1944 годах — главный инженер Красноярского паровозостроительного завода. В 1944 году вернулся в Ворошиловград.
В 1944—1952 годах — главный инженер Ворошиловградского паровозостроительного завода имени Октябрьской революции.
В 1952—1965 годах — директор Ворошиловградского (Луганского) паровозостроительного (тепловозостроительного) завода имени Октябрьской революции.
Похоронен в Луганске.

## Награды
- орден Ленина (15.04.1939)
- два ордена Трудового Красного Знамени
- орден «Знак Почета»
- медали